# Liste der Kulturdenkmale in Radebeul-Fürstenhain

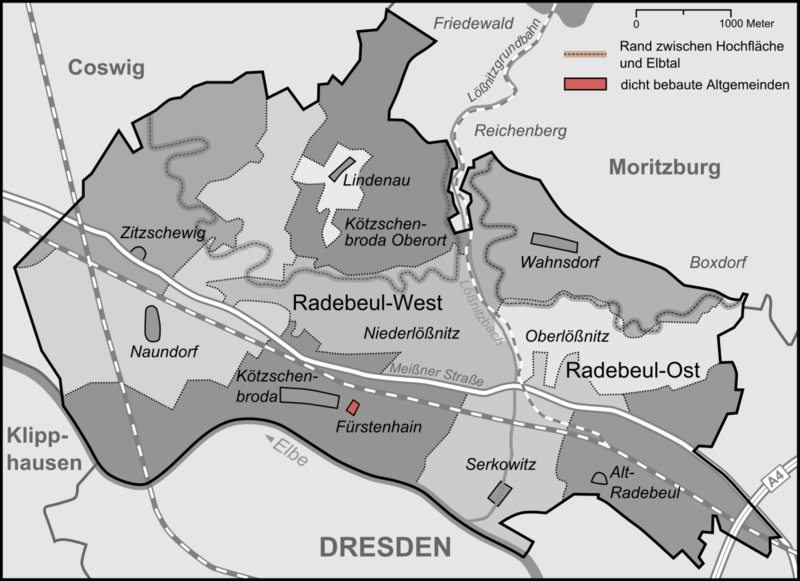
Übersicht über die Lage der Radebeuler Stadtteile, Fürstenhain farblich markiert

Die Liste der Kulturdenkmale in Radebeul-Fürstenhain gibt eine Übersicht über die Kulturdenkmale im Stadtteil Fürstenhain der sächsischen Stadt Radebeul anhand des Stands der Denkmalliste vom 24. Mai 2012. Alle Objekte liegen in der Fürstenhainer Straße.
Eine weitere Liste zeigt ehemalige Bau-/Kulturdenkmale dieses Stadtteils.
Einen Überblick über die Radebeuler Kulturdenkmale gibt die Liste der Kulturdenkmale in Radebeul, eine Zusammenfassung aller Adressen mit Kulturdenkmalen gibt die Liste der Kulturdenkmaladressen in Radebeul. Die Zuordnung der Straßen zum Stadtteil findet sich in der Liste der Straßen und Plätze in Radebeul-Fürstenhain.
Grundlage der Auflistung sind die angegebenen Quellen. Diese Angaben ersetzen nicht die rechtsverbindliche Auskunft der zuständigen Denkmalschutzbehörde.

## Legende
Die in der Tabelle verwendeten Spalten listen die im Folgenden erläuterten Informationen auf:
- Name, Bezeichnung: Bezeichnung des einzelnen Objekts.
- Adresse, Lage: Heutige Straßenadresse, Lagekoordinaten.
- Kennung: Die von der Denkmalpflege verwendete Kennung für Nebenobjekte (z. B. Adressen ohne und mit „a“, Adresse mit 9000er Angabe, dazu Ergänzungen mit „-I“).
- Datum: Besondere Baujahre, so weit bekannt oder ableitbar, teilweise auch Datum der Ersterwähnung der Liegenschaft.
- Baumeister, Architekten: Baumeister, Architekten und weitere Kunstschaffende.
- Denkmalumfang, Bemerkung: Nähere Erläuterung über den Denkmalstatus, Umfang der Liegenschaft und ihre Besonderheiten.[1]
- Bild: Foto des Hauptobjekts.

## Liste der Kulturdenkmale
| Name, Bezeichnung                | Adresse, Koordinaten          | Kennung | Datum      | Baumeister, Architekten | Denkmalumfang, Bemerkung                 | Bild                             |
| -------------------------------- | ----------------------------- | ------- | ---------- | ----------------------- | ---------------------------------------- | -------------------------------- |
| Wohnhaus Fürstenhainer Straße 4  | Fürstenhainer Straße 4 (Lage) |         | 1805, 1998 |                         | Wohnhaus eines Häusleranwesens           | Wohnhaus Fürstenhainer Straße 4  |
| Häuslerei Fürstenhainer Straße 9 | Fürstenhainer Straße 9 (Lage) |         | um 1800    |                         | Wohnhaus und Anbau eines Häusleranwesens | Häuslerei Fürstenhainer Straße 9 |

## Liste ehemaliger Bau- / Kulturdenkmale
| Name, Bezeichnung                | Adresse, Koordinaten          | Datum   | Baumeister, Architekten | Denkmalumfang, Bemerkung                                                     | Bild                             |
| -------------------------------- | ----------------------------- | ------- | ----------------------- | ---------------------------------------------------------------------------- | -------------------------------- |
| Häuslerei Fürstenhainer Straße 8 | Fürstenhainer Straße 8 (Lage) | um 1800 |                         | Denkmalschutz nach 2008 aufgehoben. Wohnhaus und Anbau eines Häusleranwesens | Häuslerei Fürstenhainer Straße 8 |

## Anmerkung
1. ↑  Diese Liste entspricht möglicherweise nicht dem aktuellen Stand der offiziellen Denkmalliste. Diese kann über die zuständigen Behörden eingesehen werden. Daher garantiert das Vorhandensein oder Fehlen eines Bauwerks oder Ensembles in dieser Liste nicht, dass es zum gegenwärtigen Zeitpunkt ein eingetragenes Denkmal ist oder nicht. Eine verbindliche Auskunft erteilt das Landesamt für Denkmalpflege Sachsen oder die Untere Denkmalbehörde.